# Tegula montereyi
Tegula montereyi är en snäckart som först beskrevs av Kiener 1850.  Tegula montereyi ingår i släktet Tegula och familjen pärlemorsnäckor. Inga underarter finns listade i Catalogue of Life.

## Bildgalleri

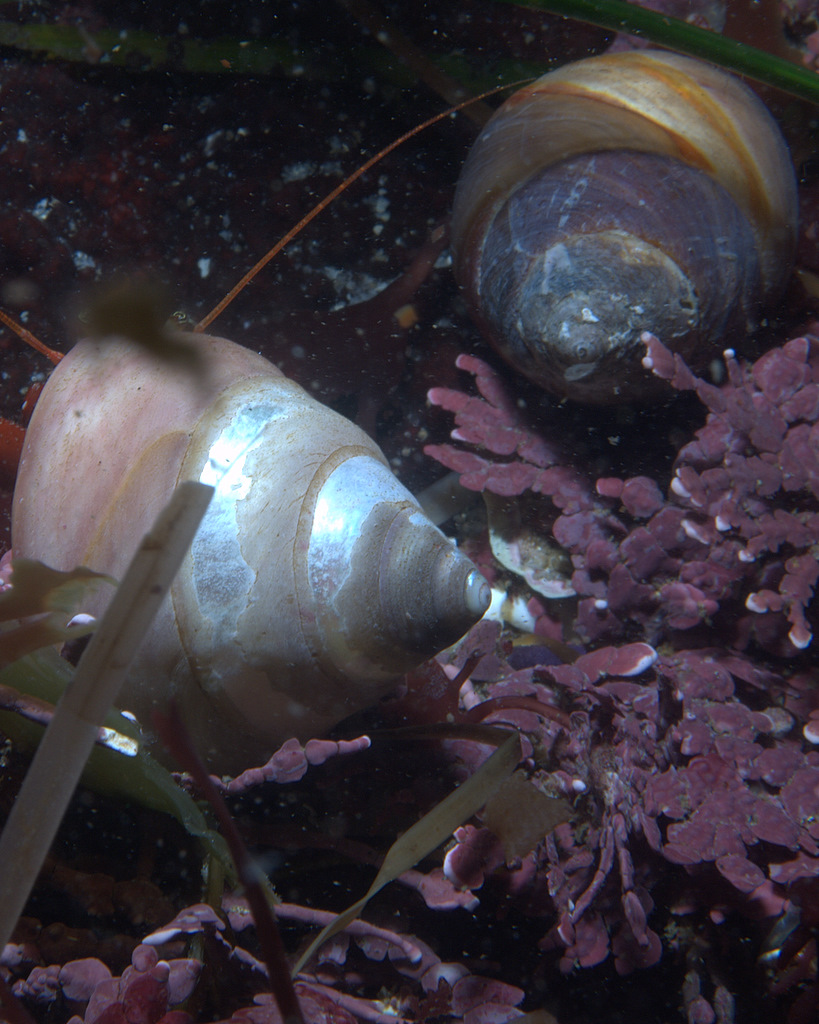